# Rose Funeral
Rose Funeral es una banda estadounidense de deathcore originaria de Cincinnati, Ohio, formada en el 2005.
El primer demo de Rose Funeral, Buried Beneath the Blood, fue grabado y autopublicado en marzo de 2006 por Metal Blade Records. La demostración fue seguida rápidamente por el lanzamiento de su EP, Crucify.Kill.Rot, en agosto de 2006. El EP fue bien aceptado entre sus fanes en el área tri-estatal y ayudó a promover su presencia nacional. Fue suficiente para que puedan obtener recogido por asedio de Amida Records, que relanzó Crucify.Kill.Rot en marzo de 2007. En 2008 la banda recibe a Dusty Boles como nuevo baterista y así sacan Demo el cual tenía nuevas versiones de algunas canciones del anterior trabajo discográfico Crucify.Kill.Rot al igual que canciones inéditas.Para el 2009 la banda saca su segundo álbum de estudio llamado Resting Sonata el cual tiene 11 canciones, un muy madurado sonido de la banda y del cual saldría el primer video musical de la banda God Demise. Gracias a este disco la banda obtuvo más seguidores.

## Actividad Reciente
La banda después del Resting Sonata rápidamente empezó a escribir, idear y componer nuevas canciones para un nuevo trabajo discográfico el cual se grabó a finales del 2010 y principios del 2011. Finalmente este trabajo llamado Gates Of Punishment vio la luz el 27 de septiembre por MetalBlade Records  el cual está cargado por 11 agresivas canciones, invitaciones vocales de Steve Tucker de la agrupación Nader Sadek y Kate Alexander.
El álbum ha sido bien recibido por los fanes y la crítica ya que tiene un sonido más maduro, pasando por lo agresivo, teniendo excelentes Breackdowns y con fragmentos de Orquestación en algunas canciones.

## Miembros
- Kevin Snook - Guitars

- Ryan Gardner - Vocals, Guitars, Bass, Drum

- Timmy Russell - Vocals

## Discografía
- Buried Beneath The Blood/Demo (2006)
- Crucify.Kill.Rot. (Ep) (2007)
- Crucify.Kill.Rot. (2008)
- The Resting Sonata (2009)
- Gates of Punishment (2011)